# 爱德华·霍尔
爱德华·特威切尔·霍尔（英語：Edward Twitchell Hall, Jr.，1914年5月16日—2009年7月20日），是美国人类学家，曾在丹佛大學、本宁顿学院、哈佛商学院、伊利諾理工學院、西北大学任教。

## 生平
1914年，出生于美国密苏里州的韦伯斯特格罗夫斯。
1933年，赴亚利桑那州与纳瓦霍族人、第安人一起生活。
1942年，获哥伦比亚大学博士学位。
2009年，逝世。

## 著作
- 《无声的语言》（1959年）
- 《隐藏的维度》（1966年）
- 《超越文化》（1976年）
- 《生命之舞：时间的另一个维度》（1983年）
- 《暗藏的差异：和日本人做生意》（1987年）
- 《理解文化差异——德国人，法国人和美国人》（1990年）
- 《爱德华·霍尔自传：生活中的人类学》（1992年）
- 《三十年代的美国西部》（1994年）